# چاینا اورینت
چاینا اورینت (انگلیسی: China Orient) شرکت خدمات مالی چینی است، که در سال ۱۹۹۹ توسط صندوق ملی تأمین اجتماعی چین تأسیس شد.